# Presa Chicoasén
La Presa Chicoasén, oficialmente Central Hidroeléctrica Manuel Moreno Torres, es la presa hidroeléctrica más alta del continente americano, la sexta más alta del mundo, y la mayor central productora de energía hidroeléctrica de México.
Esta majestuosa obra de ingeniería, se ubica al final del parque nacional Cañón del Sumidero en el cauce del Río Grijalva, a 41 km al noroeste de la ciudad de Tuxtla Gutiérrez, Chiapas. Tiene su nombre por el ingeniero Manuel Moreno Torres, ex director general de la Comisión Federal de Electricidad.
La planta hidroeléctrica inició su construcción el 15 de diciembre de 1974, y concluyó el 1 de mayo de 1980. Tiene una potencia instalada de 2,400 megawatts y un embalse con capacidad de 1,376 hectómetros cúbicos de agua. Su cortina mide 261 metros de altura, siendo con esto la presa más alta del continente americano y una de la 10 presas más altas del mundo. La construcción de esta central estuvo a cargo de la Comisión Federal de Electricidad y fue asignada a Ingenieros Civiles Asociados.
Dada la ubicación geográfica, el complejo Chicoasén fue construido en un extremo del Cañón del Sumidero, mismo que en algunas partes tiene profundidades de más de mil metros, con un desnivel hidráulico de 225 m. La cortina se construyó en el medio de un gran cañón con altas paredes formadas por piedras calizas arenosas y estratos cubiertos de arcilla.

### Presa Chicoasén II
En 2014, la CFE anunció la realización de una segunda presa de menor tamaño aguas abajo, la Presa Chicoasén II, en la zona denominada "La Cuevita", entre la Presa Chicoasén y el embalse de la Presa Malpaso. Su producción sería de 591 megawatts al año.
Tras su anuncio e inicio de construcción, ocurrieron oposiciones sociales a potenciales poblaciones y pobladores afectados, debido a las 180 hectáreas que se inundarían, muchas de ellas pertenecientes a indígenas zoques. El representante legal de dichos campesinos y activista opositor, Arturo Ortega, fue aprehendido por la policía en el contexto de esta oposición. Además de este movimiento, se suscitaron conflictos laborales y sindicales.
El proyecto, que debía concluir en 2018, en mayo de 2017 tenía un 17 % de avance.